# Toos Beumer
Toos Beumer (n. 5 iulie 1947, Koog aan de Zaan⁠(d), Olanda de Nord, Țările de Jos) este o înotătoare ce a reprezentat Regatul Țărilor de Jos, medaliată olimpică. A participat la două ediții ale Jocurilor Olimpice (1964, 1968) în care a câștigat o medalie de bronz.